# Conjunto Monumental de la Alcazaba de Almería
Conjunto Monumental de la Alcazaba de Almería är ett monument i Spanien.   Det ligger i provinsen Provincia de Almería och regionen Andalusien, i den södra delen av landet, 400 km söder om huvudstaden Madrid. Conjunto Monumental de la Alcazaba de Almería ligger 32 meter över havet.
Terrängen runt Conjunto Monumental de la Alcazaba de Almería är varierad. Havet är nära Conjunto Monumental de la Alcazaba de Almería söderut.  Närmaste större samhälle är Almería, 0,99 km öster om Conjunto Monumental de la Alcazaba de Almería.